# Mahiedine Mekhissi-Benabbad

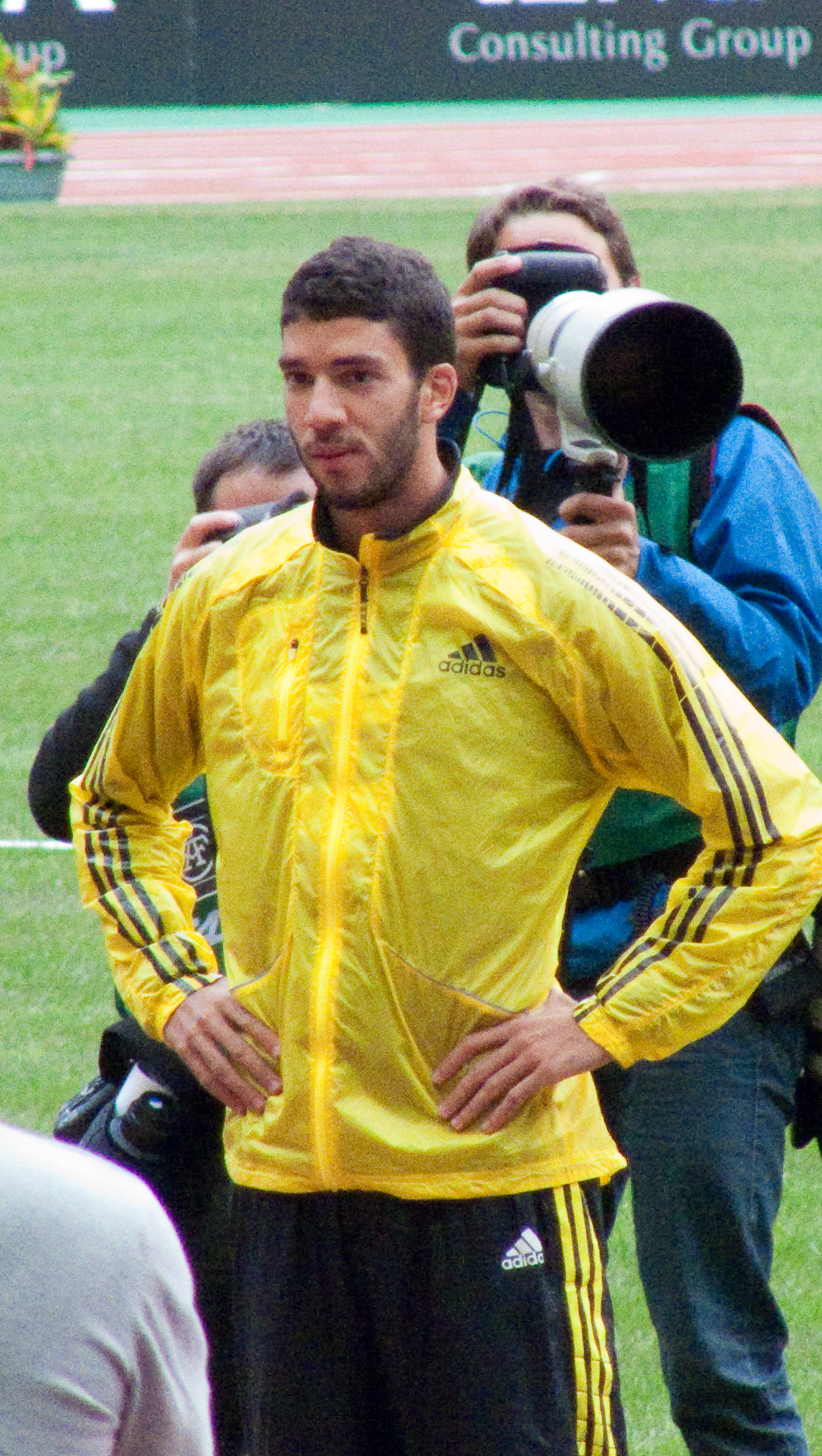
Mahiedine Mekhissi-Benabbad

Mahiedine Mekhissi-Benabbad (Reims, 15 maart 1985) is een Frans-Algerijnse gepensioneerde middellangeafstandsloper.
Hij legde zich vooral toe op de 3000 meter steeplechase, waar hij 3 Olympische medailles behaalde. Eenmaal wist hij EK-goud te pakken op de 1500 meter in 2014, die hij wegens diskwalificatie weer moest inleveren. Op de Olympische Spelen van 2008 en vier jaar later in 2012 pakte hij zilver, bij zijn afsluitende race in Rio de Janeiro op de Zomerspelen van 2016 werd hij derde en pakte brons nadat hij eerst vierde was geworden en protest had ingediend en dit werd gehonoreerd.

## Mascotte-incidenten
Ondanks zijn successen wordt Mekhissi-Benabbad ook herinnerd door enkele vervelende incidenten. Op de Europese Kampioenschappen van 2010 vroeg hij de mascotte om te knielen, waarna hij de mascotte een flinke duw gaf. In 2012 deed hij hetzelfde bij een mascotte die hem een tasje aanbood nadat hij de race had gewonnen. Bovendien sloeg hij de mascotte met het tasje. Deze mascotte bleek een meisje van 14 te zijn.

## Gevecht met Medhi Baala
Op 22 juli 2011, gelijk na de 1500 meter sprint van de Monaco-editie van de Diamond League heeft Mekhissi-Benabbad een keer op de baan ruzie gemaakt met Mehdi Baala. Beide mannen kregen een schorsing van vijf maanden van alle Europese Atletiek en IAAF-baanontmoetingen. Ook kregen ze allebei een boete van 1500 euro en moesten ze een taakstraf van 50 uur voltooien. Zowel Mekhissi-Benabbad als Baala mochten wel meedoen aan het Wereldkampioenschap atletiek 2011.

## Einde sportcarrière
Op 4 januari 2023 kondigde Mekhiss-Benabbad aan te stoppen met sporten op professioneel nivo.